# De laatste sessie
De laatste sessie is een Nederlandse documentairefilm uit 1991 van Hans Hylkema. Het is gebaseerd op een scenario van Thierry Bruneau. De film heeft als internationale titel Last Call.
De documentaire verhaalt over het leven en muziek van muzikant Eric Dolphy, bewonderaars als Han Bennink, John Coltrane en Charles Mingus komen ook aan het woord.